# اف‌اس‌او پولونز
اف‌اس‌او پولونز (انگلیسی: FSO Polonez) نوعی وسیله نقلیه موتوری لهستانی است که از سال ۱۹۷۸ تا ۲۰۰۲ تولید می‌شد. نام این خودرو از رقص پولونز نوعی رقص لهستانی گرفته شده‌است.